# Aruna Shende
Aruna Shende es una superheroína y actriz ficticia que aparece en los cómics estadounidenses publicados por DC Comics.

## Historial de publicación
El personaje fue creado por el guionista y editor Scott Peterson y el dibujante Mike Deodato, apareciendo por primera vez en Batgirl Annual #1, en agosto del año 2000.

## Biografía ficticia
Aruna creció y vivió con sus padres, en el seno de una familia pobre. A una temprana edad sus padres fueron secuestrados, momentos después de que se madre la rogara esconderse. A partir de ese momento, Aruna cambió de forma y comenzó a vivir como un hombre.
A medida que avanzó su vida fue dedicándose a varios trabajos, y finalmente vio la oportunidad de utilizar su poder como cambiaformas para interpretar a diferentes personajes en películas, haciéndolo pasar por maquillaje y efectos especies. Debido a que cambió su forma y aspecto tantas veces a lo largo de su vida, la propia Aruna reconoce no saber si es un hombre o una mujer.
Aruna trabajó más tarde como actriz interpretando el papel de Lady Shiva, en una película protagonizada por Ashok Ramanan, un niño cuya desaparición Batman y Batgirl estaban investigando.
Cuando ambos vigilantes acudieron al piso de Aruna, esta huyó por una de las ventanas y se hizo pasar por un hombre anciano. Sin embargo fue descubierta debido a la intuición de Cassandra (Batgirl), revelando ser una cambiaformas.
Aruna finalmente se prestó voluntaria para colaborar en la investigación, sólo para finalmente descubrir que el chico había sido asesinado en un crimen de odio sólo por ser un paria, al igual que lo era la propia Aruna.
Tras reflexionar una última vez sobre su vida y el secuestro de sus padres, decide al final salir al mundo en busca de respuestas, comenzando una carrera como superheroína y protegiendo a los más indefensos.

## En otros medios
Aruna Shende es uno de los personajes presentes en la enciclopedia The DC Book of Pride: A Celebration of DC's LGBTQIA+ Characters, centrada en los personajes LGBT del Universo DC, y desarrollada por la historietista Jadzia Axelrod.

## Recepción
En 2022, Andy Quach incluyó a Aruna en su lista de superhéroes asiáticos que merecían dar el salto a las películas, en un artículo para la página MovieWeb.